# Flight of the Behemoth
Flight of the Behemoth è il secondo album in studio del gruppo musicale statunitense Sunn O))), pubblicato nel 2002 dalla Southern Lord Records.

## Tracce
1. Mocking Solemnity – 9:12
2. Death Becomes You – 13:09
3. O))) Bow 1 – 5:54
4. O))) Bow 2 – 12:53
5. F.W.T.B.T. – 10:19

## Formazione
- Stephen O'Malley - chitarra, sintetizzatore, voce
- Greg Anderson - chitarra, sintetizzatore, voce